# Дукат (Босилеград)
Дукат је насеље у Србији у општини Босилеград у Пчињском округу. Према попису из 2022. године било је 116 становника.

## Демографија
У насељу Дукат живи 344 пунолетна становника, а просечна старост становништва износи 48,9 година (44,5 код мушкараца и 54,5 код жена). У насељу има 148 домаћинстава, а просечан број чланова по домаћинству је 2,68.
Ово насеље је великим делом насељено Бугарима (према попису из 2002. године), а у последња три пописа, примећен је пад у броју становника.
|  |

| Демографија | Демографија | Демографија |
| Година      | Становника  | Становника  |
| ----------- | ----------- | ----------- |
| 1948.       | 1.211       |             |
| 1953.       | 1.111       |             |
| 1961.       | 1.089       |             |
| 1971.       | 1.047       |             |
| 1981.       | 807         |             |
| 1991.       | 623         | 622         |
| 2002.       | 397         | 398         |
| 2011.       | 260         |             |
| 2022.       | 116         |             |

| Етнички састав према попису из 2002.‍ | Етнички састав према попису из 2002.‍ | Етнички састав према попису из 2002.‍ | Етнички састав према попису из 2002.‍ | Етнички састав према попису из 2002.‍ |
| ------------------------------------ | ------------------------------------ | ------------------------------------ | ------------------------------------ | ------------------------------------ |
|                                      |                                      |                                      |                                      |                                      |
| Бугари                               | Бугари                               |                                      | 366                                  | 92,19%                               |
| Срби                                 | Срби                                 |                                      | 22                                   | 5,54%                                |
| непознато                            | непознато                            |                                      | 3                                    | 0,75%                                |

| Година пописа     | 1948. | 1953. | 1961. | 1971. | 1981. | 1991. | 2002. |
| ----------------- | ----- | ----- | ----- | ----- | ----- | ----- | ----- |
| Број домаћинстава | 187   | 192   | 191   | 210   | 194   | 192   | 148   |

| Број чланова      | 1  | 2  | 3  | 4  | 5 | 6 | 7 | 8 | 9 | 10 и више | Просек |
| ----------------- | -- | -- | -- | -- | - | - | - | - | - | --------- | ------ |
| Број домаћинстава | 36 | 52 | 22 | 17 | 9 | 8 | 3 | 0 | 1 | 0         | 2,68   |

| Пол    | Укупно | Неожењен/Неудата | Ожењен/Удата | Удовац/Удовица | Разведен/Разведена | Непознато |
| ------ | ------ | ---------------- | ------------ | -------------- | ------------------ | --------- |
| Мушки  | 196    | 68               | 102          | 21             | 4                  | 1         |
| Женски | 160    | 16               | 102          | 39             | 2                  | 1         |
| УКУПНО | 356    | 84               | 204          | 60             | 6                  | 2         |

| Пол    | Укупно                    | Пољопривреда, лов и шумарство | Рибарство                            | Вађење руде и камена | Прерађивачка индустрија       |
| ------ | ------------------------- | ----------------------------- | ------------------------------------ | -------------------- | ----------------------------- |
| Мушки  | 122                       | 107                           | 0                                    | 0                    | 4                             |
| Женски | 72                        | 66                            | 0                                    | 0                    | 3                             |
| УКУПНО | 194                       | 173                           | 0                                    | 0                    | 7                             |
| Пол    | Производња и снабдевање   | Грађевинарство                | Трговина                             | Хотели и ресторани   | Саобраћај, складиштење и везе |
| Мушки  | 0                         | 1                             | 4                                    | 0                    | 0                             |
| Женски | 0                         | 0                             | 0                                    | 0                    | 0                             |
| УКУПНО | 0                         | 1                             | 4                                    | 0                    | 0                             |
| Пол    | Финансијско посредовање   | Некретнине                    | Државна управа и одбрана             | Образовање           | Здравствени и социјални рад   |
| Мушки  | 0                         | 0                             | 1                                    | 1                    | 2                             |
| Женски | 0                         | 0                             | 0                                    | 1                    | 0                             |
| УКУПНО | 0                         | 0                             | 1                                    | 2                    | 2                             |
| Пол    | Остале услужне активности | Приватна домаћинства          | Екстериторијалне организације и тела | Непознато            | Непознато                     |
| Мушки  | 0                         | 0                             | 0                                    | 2                    | 2                             |
| Женски | 0                         | 0                             | 0                                    | 2                    | 2                             |
| УКУПНО | 0                         | 0                             | 0                                    | 4                    | 4                             |